# 塩化モリブデン(IV)
塩化モリブデン(IV)(Molybdenum tetrachloride)は、化学式MoCl4の無機化合物である。重合体（"α型"）と六量体（"β型"）の2つの多形がある。どちらの形もMo中心は八面体で、2つの末端塩化物配位子と4つの二重架橋配位子を持つ。

## 合成
α型は、塩化モリブデン(V)をテトラクロロエチレンで脱塩素化することで得られる。
2 MoCl5  +  C2Cl4   →  2 MoCl4  +  C2Cl6
α型を塩化モリブデン(V)の存在下で密閉容器内において加熱すると、β型への変換が誘導される。

## 反応
開放容器で加熱すると、塩素分子を遊離し、塩化モリブデン(III)となる 。
2 MoCl4   →  2 MoCl3  +  Cl2
塩化モリブデン(V)をアセトニトリルで還元することで、アセトニトリル錯体付加物が得られる。
2 MoCl5  +  5 CH3CN   →  2 MoCl4(CH3CN)2  +  ClCH2CN  +  HCl
MeCN配位子は、他の配位子と交換可能である。
MoCl4(CH3CN)2  +  2 THF   →  MoCl4(THF)2  +  2 CH3CN
スズ粉末を用いることで、五塩化物はエーテル錯体MoCl4(Et2O)2に還元される。これは、ベージュ色の常磁性固体である。